# اوزالاکادی (سولواووا)
اوزالاکادی (به ترکی استانبولی: Özalakadı) یک منطقهٔ مسکونی در ترکیه است که در سولواووا واقع شده است.